# (74361) 1998 WK16
(74361) 1998 WK16 – planetoida z pasa głównego asteroid okrążająca Słońce w ciągu 4,44 lat w średniej odległości 2,7 j.a. Odkryta 21 listopada 1998 roku.